# Everything Was Beautiful, and Nothing Hurt
Everything Was Beautiful, and Nothing Hurt es el decimoquinto álbum de estudio del músico estadounidense de electrónica Moby. Fue lanzado el 2 de marzo de 2018 a través de los sellos musicales Little Idiot y Mute.

## Antecedentes
En 2016 y 2017, Moby lanzó dos álbumes con su proyecto musical Moby & The Pacific Void Choir, These Systems Are Failing y More Fast Songs About the Apocalypse, que abordaron en gran parte la visión de Moby acerca de la elección presidencial estadounidense de 2016 y el clima político nacional. Por contraste, Everything Was Beautiful, and Nothing Hurt marca un retiro estilístico y temático del explícitamente político y con influencias punk rock de los álbumes de Pacific Void Choir. Evitando temas abiertamente políticos, las canciones de Everything Was Beautiful, and Nothing Hurt exploran temas de espiritualidad, individualidad y humanidad. Según Moby, se "desinteresó" de la política en el periodo inmediatamente posterior de la elección de 2016, y hablando sobre la influencia de la elección en el álbum, afirmó: "Después de la elección, en vez de volarme el cerebro o mudarme a Dinamarca, di un paso atrás y dije, 'El denominador común a todo aquello que está mal somos nosotros, como especie'. El subtexto del siglo XX, y el siglo XXI, es hacer elecciones  terribles cuándo deberíamos saber mejor. El álbum en sí —más que mirar sistemas y más que mirar políticas— mira quiénes somos como especie".
Moby señaló el concepto temático del álbum como "la dialéctica entre luz y oscuridad, entre duro y vulnerable — siento que esta es la mejor descripción mejor  de quién  somos a este punto. Somos super vulnerables y super peligrosos al mismo tiempo. Quemamos todos nuestros recursos,  creamos todo esta miseria, y el resultado final es que no somos muy felices. Esta fiesta lunática que  tuvimos por los últimos 100 años de quemar y destruir todo casi sería excusable si  fuéramos realmente, realmente felices. La música en este álbum mira esto." El título Everything Was Beautiful, and Nothing Hurt es una referencia a una línea de la novela de 1969 Slaughterhouse-Five, de Kurt Vonnegut, uno de los libros favoritos de Moby; lo conmovió la "simplicidad utópica" de la cita. Dos canciones del álbum, "Mere Anarchy" y "The Ceremony of Innocence", fueron nombradas por unas líneas del poema "The Second Coming" de W. B. Yeats, que a Moby le resultaron "una descripción horrorosa de lo que estamos pasando".

## Producción
Moby produjo Everything Was Beautiful, and Nothing Hurt en el estudio de su casa. El álbum retoma las raíces musicales de Moby, incorporando influencias de trip hop, dub, soul y música evangelio, con una aproximación menos "ruidosa" inspirada en la fascinación de Moby por explorar las fronteras de la  producción de estudio. Las principales influencias musicales del álbum fueron "los álbumes de estudio de los '70 y principios de los '80– Grace Jones, Broken English de Marianne Faithfull– pre-digital, donde las personas todavía utilizaban el estudio como un instrumento". Moby fue también influido por la producción de ciertos discos post-punk, R&B, soul y reggae.  Intentó incorporar "imperfecciones sónicas" en las canciones del álbum al utilizar equipamiento antiguo.

## Lanzamiento
El 11 de diciembre de 2017 Moby anunció el título del álbum y la fecha de lanzamiento, así como que éste estaría disponible para su compra anticipada. El lanzamiento fue el 2 de marzo de 2018 por medio de las discográficas Little Idiot y Mute Records.
El primer sencillo, "Like a Motherless Child", fue lanzado el 11 de diciembre de 2017 junto al anuncio del álbum.  Logró ingresar en el ranking de Billboard, llegando al puesto 33 en la semana del 3 de febrero de 2018. El segundo sencillo, "Mere Anarchy", fue lanzado el 29 de enero de 2018. "This Wild Darkness" fue el tercer sencillo, lanzado el 26 de febrero de 2018.

## Recepción
Everything Was Beautiful, and Nothing Hurt recibió críticas generalmente positivas. En Metacritic, que asigna una puntuación normalizada de hasta 100, el álbum tiene una puntuación media de 75 basado en 16 entradas, indicando "críticas generalmente favorables”.

## Lista de canciones
Todas las canciones escritas y compuestas por Moby, excepto "The Waste of Suns" (Moby y Mindy Jones). 
| Everything Was Beautiful, and Nothing Hurt |                             |          |  |
| N.º                                        | Título                      | Duración |  |
| 1.                                         | «Mere Anarchy»              | 5:15     |  |
| 2.                                         | «The Waste of Suns»         | 4:44     |  |
| 3.                                         | «Like a Motherless Child»   | 4:37     |  |
| 4.                                         | «The Last of Goodbyes»      | 4:23     |  |
| 5.                                         | «The Ceremony of Innocence» | 3:56     |  |
| 6.                                         | «The Tired and the Hurt»    | 4:26     |  |
| 7.                                         | «Welcome to Hard Times»     | 5:08     |  |
| 8.                                         | «The Sorrow Tree»           | 4:28     |  |
| 9.                                         | «Falling Rain and Light»    | 4:46     |  |
| 10.                                        | «The Middle Is Gone»        | 5:13     |  |
| 11.                                        | «This Wild Darkness»        | 4:09     |  |
| 12.                                        | «A Dark Cloud Is Coming»    | 5:24     |  |
| 56:29                                      |                             |          |  |

## Personal
Créditos de Everything Was Beautiful, and Nothing Hurt.
- Moby – Producción, grabación, compositor, voces, mezcla en "Welcome to Hard Times"
- Steve "Dub" Jones – mezcla
- Apollo Jane – voces en "Welcome to Hard Times", "This Wild Darkness" y "A Dark Cloud Is Coming"
- Mindy Jones – voces en  "Mere Anarchy", "The Waste of Suns", "The Last of Goodbyes", "The Tired and the Hurt" y "This Wild Darkness"
- Julie Mintz – voces en  "The Sorrow Tree" y "Falling Rain and Light"
- Brie O'Bannon – voces en "This Wild Darkness"
- Raquel Rodriguez – voces en "Like a Motherless Child"